# スティーヴン・マキンワ
スティーヴン・アヨデレ・マキンワ（Stephen Ayodele Makinwa, 1983年7月26日 - ）は、ナイジェリア・ラゴス出身の元同国代表サッカー選手。現役時代のポジションは、FW（センターフォワード）。

## 経歴

### クラブ

#### 初期
2000年、地元のFCエベデイから幼馴染にして同僚のオバフェミ・マルティンスと共にACレッジャーナ1919へ加入し、マキンワは同年にセリエDのコネリアーノ・カルチョに貸し出され、イタリアでのキャリアを始めた。
2001年、セリエBのコモ・カルチョへ50%の共同保有で加入するも出場はなく、2002年にセリエCのレッジャーナに復帰し、レギュラーとしてプレーした。

#### ジェノアとローン
コモは、6月にレッジャーナから残り50%の保有権を買取り、2003年8月にジェノアCFCへ売却。2003-04シーズン前半はローンという形でそのままコモに在籍した。2004年1月、モデナFCに貸し出されセリエAデビューを果たし、2004-05シーズンにセリエBのジェノアへ復帰すると、前半で6得点を記録。また、同シーズンのチームにはディエゴ・ミリートとロベルト・ステッローネが在籍していた。

#### アトランタとパレルモ
2005年1月、アタランタBCに共同保有で加入し、チームは6月に残りの保有権を買い取ることを決定したものの27日に降格した。
2005年7月、移籍金750万ユーロでUSチッタ・ディ・パレルモへ移籍。パレルモでプレーしたのは、2005-06シーズンのみと1シーズンだけだったが、UEFAカップ2005-063得点, リーグ戦23試合5得点を挙げ、チームをUEFAカップ出場圏内の5位入賞に貢献した。

#### ラツィオ
2006年夏、330万ユーロの共同保有でSSラツィオへ移籍し、アタランタ時代に指導を受けたデリオ・ロッシ監督と再会した。2007年6月、ラツィオはさらに330万ユーロを支払い保有権を全て買取り、この時に新たに5年契約を結んだ。
2007-08シーズンは、自身初のUEFAチャンピオンズリーグ出場になるも、得点を挙げることは出来ず、またチームはグループステージで敗退した。それから半年後、周囲を納得させるパフォーマンスを披露出来なかったマキンワは、降格の危機にあるレッジーナ・カルチョへ貸し出されたが、ここで得点を挙げることが出来ずにシーズンを終了した。
2008-09シーズンは、チーム残留が微妙な状態で開始し、ちょうど4試合に途中出場した。ゴラン・パンデフ, マウロ・サラテ, トンマーゾ・ロッキ, シモーネ・インザーギとFWの序列で5番手になったため、2009年1月22日にシーズン終了までの期限でACキエーヴォ・ヴェローナへ貸し出された。完全移籍のオプションが付いていたが、キエーヴォ側は行使することなく2009-10シーズンにラツィオへ返却された。
2010年7月15日、シーズン終了までの期限でギリシャのAEL 1964へ貸し出され、10試合1得点を記録して復帰。2011-12シーズンになるとエドアルド・レヤ監督の構想から外れ、シーズン終了に伴い放出される予定と報じられた。
2012年11月13日、レガ・プロ・プリマ・ディヴィジオーネのカッラレーゼ・カルチョと契約した。

### 代表
2004年11月17日、1-2で敗れた南アフリカ戦でデビューし、さらに初得点を挙げた。アフリカネイションズカップ2006では、グループステージのセネガル戦 (2-1勝利)と準々決勝のチュニジア戦 (1-1引き分け, PK戦6-5勝利)に出場し、準決勝のコートジボワール戦で63分から途中出場するも、得点を挙げることは出来ず0-1で敗れた。3位決定戦で再びセネガルと対戦し1-0で勝利するも、出場はなかった。アフリカネイションズカップ2008にも出場したが、ここでも優勝することは出来なかった。

## 所属クラブ
- ACレッジャーナ1919 2000-2001

→ コネリアーノ・カルチョ (loan) 2000-2001
- コモ・カルチョ 2001-2002
- ACレッジャーナ1919 2002-2003
- ジェノアCFC 2003-2005

→ コモ・カルチョ (loan) 2003-2004
→ モデナFC (loan) 2003-2004
- アタランタBC 2005
- USチッタ・ディ・パレルモ 2005-2006
- SSラツィオ 2006-2012

→ レッジーナ・カルチョ 2008.1-2008.6
→ ACキエーヴォ・ヴェローナ (loan) 2009.1-2009.6
→ AEL 1964 (loan) 2010-2011
- カッラレーゼ・カルチョ 2012-2013
- 北京八喜足球倶楽部 2013-2014
- NDゴリツァ 2014